# Abacetodes nanniscus
Abacetodes nanniscus is een keversoort uit de familie van de loopkevers (Carabidae). De wetenschappelijke naam van de soort werd in 1896 gepubliceerd door Louis Albert Péringuey.